# Максиміліан Егон II Фюрстенберг
Князь Максиміліан «Макс» Егон II Крістіан Карл Алоїс Еміль Лео Ріхард Антон цу Фюртенберг, ландграф ін дер Баар унд цу Штюлінген, граф цу Гайлігенберг унд Верденберг (нім. Maximilian «Max» Egon II. Christian Karl Aloys Emil Leo Richard Anton Fürst zu Fürstenberg, Landgraf in der Baar und zu Stühlingen, Graf zu Heiligenberg und Werdenberg; 13 жовтня 1868 — 11 серпня 1941) — німецький землевласник, державний і військовий діяч. Голова дому Фюрстенберг (1896). Кавалер Німецького хреста в сріблі.

## Біографія
Син князя Максиміліана Егона I і княгині Леонтіни, уродженої графині фон Кефенгюллер-Меч. Був близьким другом і радником імператора Вільгельма II, який щороку приїздив на полювання в маєток принца в Донауеншінген. Принц Макс володів численними маєтками в Пруссії, Австрії, Угорщині, Вюртемберзі і Бадені, а також численними лісами, вугільними шахтами, готелями і пивоварнями. До Першої світової війни був віце-президентом Прусської палати лордів. Під час війни служив ординарцем.
Після закінчення Першої світової війни продав свої володіння в новостовреній Чехословаччині і зайнявся управлінням своїми німецькими маєтками. У 1921 році заснував фестиваль «Доунаштіґенські камерні концерти на підтримку сучасної музики», сьогодні відомий як «Дні музики в Донауешінґені», а також вступив у Сталевий шолом.
Принц Максиміліан тримався осторонь від політики, проте в листопаді 1933 року зустрівся з Адольфом Гітлером. Після зустрічі він сказав: «Було чудово отримати можливість зустрітися з цією великою людиною.» У 1933 році вступив у НСДАП і СА.

## Сім'я
Дружина — графиня Ірма фон Шенборн-Бухгайм. У шлюбі народись 5 дітей:
- Карл Егон V (1891–1973) — після смерті батька очолив дім Фюрстенберг.
- Леонтіна (1892–1979)
- Анна (1894–1928)
- Максимілан Егон (1896–1959)
- Фрідріх Едуард (1898–1916)

## Звання

### Прусська армія
- Ротмістр (27 липня 1987)
- Майор запасу (19 вересня 1901)
- Оберст-лейтенант запасу (10 вересня 1908)
- Оберст (13 вересня 1911)

### Австро-угорська армія
- Майор резерву (30 квітня 1913)
- Оберст-лейтенант резерву (2 травня 1915)
- Оберст резерву (10 серпня 1916)
- Генерал-майор (2 квітня 1918)

### Інше
- Штандартенфюрер СА (1938)
- Генерал-майор запасу вермахту (24 грудня 1940)

## Нагороди[5]
- Столітня медаль (1897)
- Пам'ятний знак срібного весілля імператора Вільгельма та імператриці Августи Вікторії (1906)
- Орден Чорного орла з ланцюгом
- Орден Червоного орла, великий хрест
- Князівський орден дому Гогенцоллернів, почесний хрест 1-го класу
- Орден Вірності (Баден)
- Орден Бертольда I, великий хрест
- Орден Людвіга Гессенського, великий хрест
- Орден Заслуг герцога Петра-Фрідріха-Людвіга, почесний великий хрест
- Орден Альберта (Саксонія), великий хрест із золотою зіркою
- Орден Вюртемберзької корони, великий хрест
- Єрусалимський Орден Святого Гробу Господнього 1-го класу (Ватикан)
- Орден Святих Маврикія та Лазаря, великий хрест (Італія)
- Орден Корони Італії, великий хрест
- Орден Золотого руна (Австро-Угорщина)
- Орден Леопольда (Австрія), великий хрест
- Орден Спасителя, великий хрест (Греція)
- Орден Серафимів (Швеція)
- Королівський орден дому Гогенцоллернів, великий командорський хрест (1913)

### Перша світова війна
- Залізний хрест 2-го і 1-го класу
- Маріанський хрест
- Хрест «За військові заслуги» (Австро-Угорщина) 3-го класу з військовою відзнакою
- Лицарський хрест 2-го класу ордена Церінгенського лева з мечами[6]
- Нагрудний знак «За поранення» в сріблі[6]

### Міжвоєнний період
- Почесний хрест ветерана війни з мечами[6]
- Медаль «За вислугу років у Вермахті» 4-го, 3-го і 2-го класу (18 років)[6]
- Медаль «У пам'ять 13 березня 1938 року»[6]
- Медаль «У пам'ять 1 жовтня 1938»[6]

### Друга світова війна
- Застібка до Залізного хреста 2-го класу[6]
- Хрест Воєнних заслуг 2-го і 1-го класу[6]
- Німецький хрест в сріблі (1941; посмертно)[6]

### Почесні звання
- Почесний лицар Мальтійського ордену
- Почесний громадянин міст Донауеншінген і Фрайбург
- Почесний член Асоціації з історії Боденського озера та його околиць (1934)